# اتفاقية الحدود البحرية بين تنزانيا وسيشل
اتفاقية الحدود البحرية بين تنزانيا وسيشل هي معاهدة عام 2002 بين سيشل وتنزانيا والتي تحدد الحدود البحرية بين البلدين.
تم التوقيع على الاتفاقية في فيكتوريا، سيشيل في 23 يناير 2002. الحدود التي حددها نص المعاهدة يبلغ طولها 17 ميلًا بحريًا نسبيًا. وهي يتألف من تسعة مقاطع بحرية ذات خط مستقيم محددة بعشر نقاط إحداثيات فردية. إن دقة المعاهدة غير عادية، حيث يتم تحديد الحدود إلى أقرب ثلاثة ملليمترات من سطح الأرض (إلى المكان العشري الرابع لثانية واحدة من إحداثيات خطوط الطول والعرض). يتم تحديد حدود بحرية واحدة فقط على أنها الحدود البحرية بين العراق والكويت، والتي تم تحديدها في عام 1993 من قبل لجنة ترسيم الحدود التابعة للأمم المتحدة. الحدود المتفق عليها هي خط تقريبي متساوي المسافة بين البلدين. كان البلدان يتفاوضان بشأن حدودهما البحرية منذ عام 1989.
دخلت المعاهدة حيز التنفيذ في يوم التوقيع. الاسم الكامل للمعاهدة هو اتفاق بين حكومة جمهورية تنزانيا المتحدة وحكومة جمهورية سيشيل بشأن تعيين الحدود البحرية للمنطقة الاقتصادية الخالصة والجرف القاري.